# Рене Гијо
Рене Гијо (фр. René Guillot; Куркури, 24. јануар 1900 — Париз, 26. март 1969) је био француски писац за децу који је живео у француским колонијама у Африци.
Након студија наука преселио се у Сенегал где је радио као учитељ.Bише од 20 година провео је у Африци и већина његових књига потиче из тога времена. У мноштву његових књига истичу се Краљ мачака, Бела Грива, Сирга, краљица афричке џунгле и друге. Године 1964. је добио престижну књижевну награду Ханс Кристијан Андерсен. Према његовим књигама снимљено је неколико филмова.

## Дела
Следећа Гијова дела су преведена на српски језик:
- Бела Грива (1959)[а]
- Гришка и његов меда (1963)
- Господар слонова (1964)
- Пантер Агба и папагај Тароко (1966)
- Кроодил Такуман (1967)
- Под жарким небом џунгле (1967)
- Слике и речи (1974)
- Два дечака на једном коњу (1976)
- Човек са локомотиве 377 (1981)
- Непозната планета (1992)